# Иннокентий (Мазурин)
Иеродиа́кон Инноке́нтий (в миру Инноке́нтий Пота́пович Мазу́рин; 1874, селе Березки-Чечельницкие, Ольгопольский уезд, Подольская губерния — 13 ноября 1937, Бутовский полигон, Московская область) — иеродиакон Русской православной церкви, преподобномученик.
Память 31 октября, в Соборе новомучеников и исповедников Российских и в Соборе Бутовских новомучеников.

## Биография
Родился в 1874 году в селе Березки-Чечельницкие Демидовской волости, Ольгопольского уезда, Подольской губернии. Из крестьян. Окончил 3 класса сельской школы.
С 1896 года подвизался в Иосифо-Волоцком монастыре.
С 1920 года служит псаломщиком храма в селе Званово Лотошинского района Московской области.
С 1924 года служит псаломщиком храма в селе Тургиново Тверской области.
С 1928 года в сане иеродиакона служит в храме села Теряева Слобода.
22 февраля 1931 был арестован.
28 июня 1931 был осуждён по ст. 58-10, 58-11 УК РСФСР за «контрреволюционную и антисоветскую агитацию, поджог правления колхоза» на 3 года лишения свободы.
На допросе очень смело говорил: «Каждый идущий против Христа и веры есть антихрист. И сейчас коммунисты являются антихристами, а советская власть гонитель и враг священства». «Крупные, крепкие отдельные хозяйства дадут больше продукции и гораздо выгоднее середняцко-бедняцких колхозов».
После окончания заключения в 1934 году служил в храме села Буйгород Волоколамского района Московской области.
8 октября 1937 года был арестован. 11 ноября тройка НКВД по Московской области приговорила его к расстрелу за «антисоветскую агитацию».
13 ноября 1937 года был расстрелян на полигоне Бутово под Москвой и погребён в безвестной общей могиле.

## Канонизация
Причислен к лику святых новомучеников Российских постановлением Священного Синода 20 апреля 2005 года для общецерковного почитания.